# غذایابی مکان مرکزی
نظریهٔ غذایابی مکان مرکزی (به انگلیسی: Central place foraging) یک مدل بوم‌شناسی فرگشتی برای تجزیه‌وتحلیل این موضوع است که چگونه یک جاندار زنده می‌تواند نرخ جستجوی غذا را در حین گردش از طریق یک لکه (یک منبع غلیظ گسسته) به حداکثر برساند، اما تمایز کلیدی یک غذاجو (forager) را حفظ می‌کند که از یک پایگاه خانگی به جای عبور از یک منطقه یا سفر تصادفی، به یک مکان جستجوی غذای دوردست سفر می‌کند. غذایابی مکان مرکزی نخست برای توضیح اینکه چگونه سیاه‌مرغ بال‌سرخ ممکن است بازده انرژی را هنگام سفر به لانه و بازگشت به آن به حداکثر برسانند، گسترش داده‌است. این مدل توسط انسان‌شناسانی که بوم‌شناسی رفتاری انسان و باستان‌شناسی را مطالعه می‌کنند، بیشتر اصلاح شده و مورد استفاده قرار گرفته‌است.